# Александровское сельское поселение (Усть-Лабинский район)
Алекса́ндровское се́льское поселе́ние — муниципальное образование в Усть-Лабинском районе Краснодарского края России.
В рамках административно-территориального устройства Краснодарского края ему соответствует  Александровский сельский округ.
Административный центр — хутор Александровский.

## Население
| 2010  | 2012  | 2013  | 2014  | 2015  | 2016  | 2017  |
| ----- | ----- | ----- | ----- | ----- | ----- | ----- |
| 3449  | ↘3447 | ↗3451 | ↗3468 | ↗3475 | ↗3494 | ↘3438 |
| 2018  | 2019  | 2020  | 2021  | 2023  |       |       |
| ↘3398 | ↘3385 | ↘3374 | ↗3640 | ↘3619 |       |       |

## Населённые пункты
В состав сельского поселения (сельского округа) входят 8 населённых пунктов:
| № | Населённый пункт | Тип населённого пункта | Население (чел.) |
| - | ---------------- | ---------------------- | ---------------- |
| 1 | Александровский  | хутор                  | ↗1702            |
| 2 | Красный          | хутор                  | ↘536             |
| 3 | Неелинский       | хутор                  | ↘260             |
| 4 | Новониколаевка   | хутор                  | ↘160             |
| 5 | Пятихатский      | хутор                  | ↘97              |
| 6 | Семёновка        | хутор                  | ↘170             |
| 7 | Согласный        | хутор                  | ↘373             |
| 8 | Финогеновский    | хутор                  | ↘151             |

- Неелинский: встречается вариант Нееленский[17]